# Милих
Милих (Мейлих, др.-греч. Μείλιχος) — в античной мифологии царь иберов в Испании. Его упоминает латинский поэт Силий Италик, однако имена персонажей явно греческие (оно близко эпитету Зевса Мейлихий).
Милих — сын сатира и нимфы Мирики, царь иберов, которого изображали с рогами на лбу. Среди его потомков — жена Ганнибала Гимилька.
Штолль предполагает, что образ сатира принял Зевс, основываясь на сходстве с эпитетом этого бога. Немецкий востоковед Франц Карл Моверс сопоставляет имя с финикийским Мелехом-Молохом и ливийско-финикийским Дионисом.

## Источник
- Лексикон Рошера. Т.2. Стб. 2563.